# Oberbillig
Oberbillig é um município da Alemanha localizado no distrito de Trier-Saarburg, estado da Renânia-Palatinado.
Pertence ao Verbandsgemeinde de Konz.

## Ligações externas

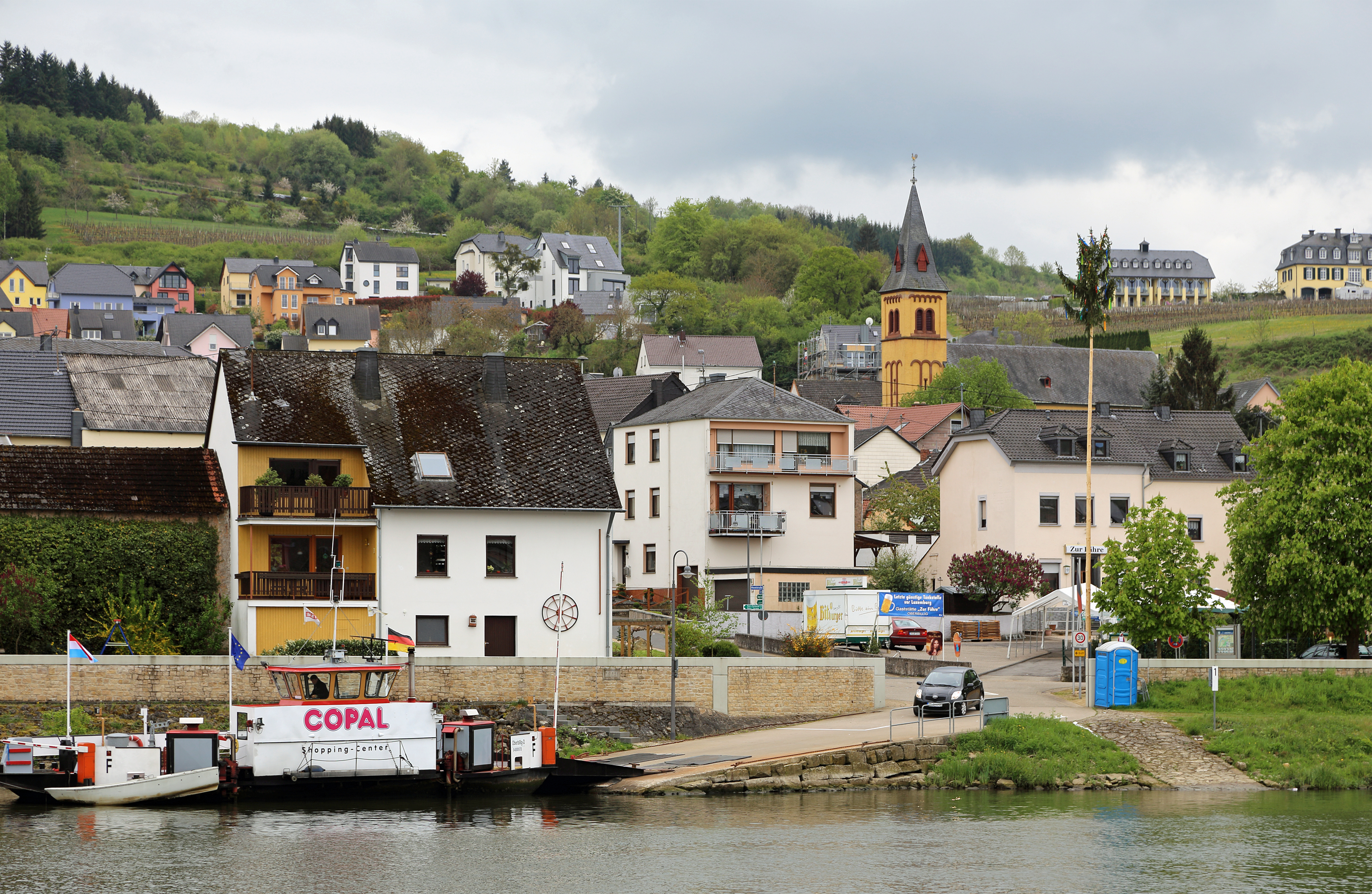
Oberbillig